# Das Hit auf Hit Party Album
Das Hit auf Hit Party Album – trzydziesty trzeci album niemieckiej grupy muzycznej Die Flippers z roku 1999.
Płyta odmienna od dotychczas wydanych. Znajdują się tu wiązanki największych przebojów tego zespołu.
1. „Der Hit-auf-Hit-Party-Mix” – 6:28
01 Lotosblume – 00:20
02 Die rote Sonne von Barbados – 00:33
03 Mädchen von Capri – 00:32
04 Mexiko – 00:32
05 Lotosblume – 00:16
06 St. Tropez – 00:30
07 Hasta la vista – 00:26
08 Mona Lisa – 00:31
09 Lotosblume – 00:17
10 Herz aus Schokolade – 00:33
11 Weit, weit von Hongkong – 00:46
12 Das ganze Leben ist eine Wundertüte – 00:33
13 Lotosblume – 00:39
2. „Mix 2” – 4:40
01 Sieben Tage -00:51
02 Zwei Herzen suchen Liebe – 00:33
03 La ß doch deine Tränen sein – 00:49
04 Auf der Strasse unserer Liebe – 00:33
05 Mein letztes Souvenir – 00:41
06 Der letzte Bolero – 1:16
3. „Mix 3” – 5:23
01 Sonnenschein am Strand von San José  – 00:16
02 Lago Maggiore – 00:32
03 Liebeskummer – 00:31
04 Wenn in San Remo die roten Rosen blühen  – 00:46
05 Malaika – 00:40
06 Mitternacht in Trinidad – 00:54
07 Sonnenschein am Strand von Sa – 00:48
08 Lago Maggiore – 00:15
09 Sonnenschein am Strand von San José  – 00:41
4. „Mix 4” – 6:09
01 Tanz kleine Piroschka – 1:04
02 Hallo Pia tanz mit mir – 1:02
03 Moskau im Regen – 1:10
04 Im heissen Sand von Rhodos – 00:43
05 Ein Sonntag in Paris – 00:48
06 Rote Sonne weites Land – 1:22
5. „Mix 5” – 5:09
01 Tanz doch mit mir in den Morgen – 00:18
02 Tanzen unterm Regenbogen – 00:38
03 Sayonara – 00:42
04 Tanz doch mit mir in den Morgen – 00:19
05 Sommersprossen – 1:05
06 Santa Maria Good Bye – 00:58
07 Tanz doch mit mir in den Morgen – 1:09
6. „Mix 6” – 5:48
01 Sommer der Erinnerung – 00:52
02 Mädchen mit den traurigen Augen – 00:31
03 Ich hab mein Herz verloren – 00:30
04 Ti amo Maria – 1:05
05 Du bist alles was ich hab – 00:31
06 Träum doch mit mir von der Insel – 1:00
07 Insel im Wind – 1:19
7. „Mix 7” – 4:23
01 Manuels Melodie – 00:16
02 Lena, steig in mein rotes Cabriolet – 00:37
03 Manuels Melodie – 00:39
04 Reggae Rhythmus und heisser Sand – 00:46
05 Wenn am Horizont... – 00:33
06 Ich hab’ heut Nacht ein Rende – 00:30
07 Lady Bonita – 1:03